# 下中川站
下中川站（日语：／ Shimo-nakagawa eki */?）是北海道旅客鐵道宗谷本線沿線的一個廢棄車站。位於北海道中川郡中川町字中川。電報略號為。由於使用率過低，JR北海道於2001年（平成13年）7月1日時，與同樣位於宗谷本線沿線的上雄信內和蘆川兩站一同廢站。在廢站前，每日只有兩班列車停站。

## 車站構造
在廢站前，本車站為1面1線的地面車站，並設有一座很簡陋的側式月台和小型候車室。

## 歷史
- 1955年（昭和30年）12月2日 - 日本國有鐵道之下中川臨時停靠站啟用。
- 1959年（昭和34年）11月1日 - 車站升級為下中川站。
- 1987年（昭和62年）4月1日 - 日本國鐵正式民營化並進行分割，車站劃歸由JR北海道繼承。
- 時間不詳 - 候車室改建。
- 2001年（平成13年）7月1日 - 廢站。

## 車站周邊
車站周圍主要是森林及牧草地。
- 北海道道541號問寒別佐久停車場線
- 鮭魚中心天鹽事業所中川事務所
- 天鹽川

## 現況
車站停用後相關場站設施也一併拆除，因此很難辨認其基地位置。

## 相鄰車站
北海道旅客鐵道
宗谷本線
天鹽中川－下中川－歌內